# 2008年夏季残疾人奥林匹克运动会瓦努阿图代表团
2008年夏季残疾人奥林匹克运动会瓦努阿图代表团是瓦努阿图派出的2008年夏季残疾人奥林匹克运动会代表团。未获得奖牌。

## 相關資料
- 2008年夏季奧林匹克運動會萬那杜代表團